# Elecciones parlamentarias de Macedonia del Norte de 2020
Las elecciones parlamentarias anticipadas estaban previstas a realizarse en Macedonia del Norte el 12 de abril de 2020, pero fueron pospuestas debido a la pandemia de coronavirus. Se sugirió una fecha de elección para el 5 de julio de 2020, antes de acordar una fecha para el 15 de julio.
Las próximas elecciones parlamentarias estaban programadas para noviembre de 2020, pero el primer ministro Zoran Zaev convocó elecciones anticipadas después de que el Consejo Europeo no llegó a un acuerdo sobre el inicio de las conversaciones con Macedonia del Norte para unirse a la Unión Europea en octubre de 2019.

## Antecedentes
El 17 de octubre de 2019, el Consejo Europeo no le dio a Macedonia del Norte y Albania una fecha para comenzar las negociaciones de membresía en la Unión Europea, luego de que el presidente francés Emmanuel Macron se opusiera. El rechazo fue visto como un golpe para el gobierno del primer ministro Zoran Zaev. Anteriormente, en febrero de 2019, el país había cambiado formalmente su nombre de Macedonia a Macedonia del Norte para resolver una larga disputa con Grecia que le impedía unirse a la Unión Europea y la OTAN; después de conversaciones de alto nivel entre el primer ministro Zaev y su contraparte griego Alexis Tsipras a lo largo de 2018 se llegó al Acuerdo de Prespa firmado el 17 de junio de 2018. En mayo de 2019, el candidato del partido SDSM de Zaev, Stevo Pendarovski, ganó en las elecciones presidenciales en una segunda vuelta.
En respuesta a la decisión del Consejo Europeo, Zaev anunció que las elecciones parlamentarias anticipadas se celebrarían el 12 de abril de 2020. La fecha fue elegida porque se espera que Macedonia del Norte sea un miembro de pleno derecho de la OTAN para entonces. Esta será la primera elección parlamentaria desde que entró en vigencia el cambio de nombre del país.

## Sistema electoral
De los 123 escaños en la Asamblea de la República, 120 son elegidos en seis distritos electorales de 20 escaños cada uno utilizando una representación proporcional de lista cerrada, con escaños asignados utilizando el método d'Hondt. Los tres escaños restantes son elegidos por macedonios que viven en el extranjero, pero solo se llenan si el número de votos excede el del candidato elegido con la menor cantidad de votos en el interior del país en las elecciones anteriores. Si una lista cruza este umbral, gana un escaño; Para ganar dos escaños, una lista necesita ganar el doble de votos, y para ganar tres escaños el umbral es tres veces el número de votos. Estos asientos no se completaron en las elecciones de 2016 debido a una participación insuficiente.

## Campaña
Tanto la Unión Socialdemócrata de Macedonia (SDSM) de Zaev como la oposición nacionalista de VMRO-DPMNE, que se opone al cambio de nombre a Macedonia del Norte, comenzaron a hacer campaña a principios de octubre de 2019, ya que parecía que habría elecciones anticipadas. La campaña de la SDSM enfatizó el papel del partido en la integración euroatlántica del país, incluida la resolución de la disputa con Grecia y asegurar la membresía de la OTAN. La campaña de VMRO-DPMNE se opone al cambio de nombre y acusa al gobierno de corrupción.
El 19 de febrero, la Alianza por los Albaneses (AA) y Alternativa anunciaron una coalición electoral.

### Podemos

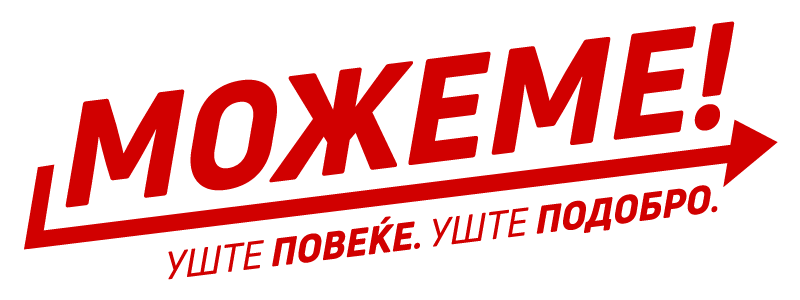
Alianza electoral "Podemos"

"Podemos", la coalición liderada por el SDSM, también incluyó al BESA, el VMRO-NP, el DPT, el Nuevo Partido Socialdemócrata (NSDP), el Partido Liberal Democrático (LDP), el Partido por un Futuro Europeo (PEI), el Partido Unido por la Igualdad Gitana (OPER), el Partido por el Movimiento de los Turcos en Macedonia (PDT), la Unión Democrática de los Valacos en Macedonia (DSVM), Nueva Alternativa (NA), el Partido por los Cambios Económicos 21 (PEP 21), el Partido por el Progreso Social y Económico (POEN), la Unión Democrática (DS), el Partido Político "Dignidad" (PPD), el Partido Serbio en Macedonia (SSM), la Liga Democrática de los Bosnios, el Partido de los Pensionistas (PP), el Partido por la Prosperidad Democrática de los Gitanos (PDPR), Renovación Democrática de Macedonia (DOM), Unidos por Macedonia (OM), el Partido por la Completa Emancipación de los Gitanos en Macedonia (CERRNM), y la Unión de los Gitanos en Macedonia. La coalición liderada por el SDSM recibió el respaldo de Jean Asselborn, el ministro de Asuntos Exteriores de Luxemburgo, así como de Michael Roth, quien sirve como viceministro alemán para Europa, Pedro Sánchez (el Presidente del Gobierno de España), y Alexis Tsipras (el ex Primer ministro de Grecia). El Partido ALDE respaldó al Partido Liberal Democrático, y el Partido Verde Europeo respaldó a Renovación Democrática de Macedonia, los cuales participan en la coalición.

### Renovación
"Renovación", la coalición liderada por el VMRO-DPMNE, también incluyó a Opción Ciudadana por Macedonia (GROM), el Movimiento por la Unión Nacional Turca, el Partido Democrático de los Serbios en Macedonia, el Partido Democrático de los Gitanos, Fuerzas Democráticas de los Gitanos, Acción Macedonia (MAAK), el Nuevo Partido Liberal, the Partido de los Valacos de Macedonia, el Partido de los Demócratas Unidos de Macedonia, el Partido Unido de los Gitanos en Macedonia, the Partido Agrícola de los Trabajadores de Macedonia, el Partido Socialista de Macedonia, el Partido Progresista Serbio, el Partido de la Acción Democrática de Macedonia, la Unión de las Fuerzas de Izquierda de Tito, Partido de la Integración Gitana, y el Partido Demócrata Bosnio, así como los candidatos independientes Adnan Arsovski y Adnan Kahil. El primer ministro de Hungría Viktor Orban, ha respaldado la coalición liderada por VMRO-DPMNE.

## Conducta
Se tomaron disposiciones especiales para 700 personas que contrajeron COVID-19 o estaban en cuarentena. Se tomaron medidas para garantizar que los ancianos y los reclusos voten temprano para evitar una posible exposición al virus. El jefe de la comisión electoral, Oliver Derkoski, comentó que el día de la votación transcurrió con calma y que solo se informaron casos esporádicos de irregularidades. Las misiones locales de observación electoral también expresaron su satisfacción por la realización de las encuestas. Ljupco Nikolovski, secretario general del SDSM, elogió las encuestas y dijo: "Hoy tuvimos un día tranquilo, digno y, desde la perspectiva de la salud, un día seguro". Una misión de observación local criticó la falta de un mecanismo adecuado para que los discapacitados puedan votar.
Sin embargo, la oposición Alianza por los Albaneses y el movimiento Alternativa, ambos defensores de los intereses de la minoría étnica albanesa, acusaron al DUI (otro partido minoritario albanés) y al SDSM de cometer fraude para ganar. La fiscalía de Macedonia del Norte también recibió múltiples quejas el día de las elecciones.
El vicepresidente del VMRO-DPMNE, Vladimir Misajlovski, dijo que los resultados de las elecciones no reflejan la realidad. Culpó al soborno de los votantes y al abuso de las instituciones por parte del partido SDSM para asegurar la reelección.
Cuando comenzó el conteo de votos, el sitio web de la comisión electoral estuvo inactivo durante una hora. Derkoski dijo que probablemente se debió a ataques de hackers externos, pero no obstaculizó el conteo real de votos. La página de resultados no oficiales también cayó varias veces en y después de la noche de las elecciones.[cita requerida]
Los observadores internacionales describieron las elecciones como "bien administradas". La OSCE dijo que, en general, las elecciones estaban bien organizadas y que los candidatos podían hacer campaña libremente, pero la estabilidad legal se vio socavada por cambios significativos en el marco electoral. Dijeron que las autoridades deben abordar los problemas antes de las próximas elecciones. Según la OSCE, el día de las elecciones transcurrió sin problemas, pero persistieron los desafíos con el registro de votantes. La cobertura de los medios también careció de una evaluación crítica de las plataformas de los partidos.

## Encuestas
| Encuestadora                                                      | Fecha                   | VMRO-DPMNE | SDSM      | DUI  | Besa    | AA   | DPA     | Levica | Alternativa | LDP     | Integra | Otros | Ventaja | Abstención |         |     |     |     |   |
| ----------------------------------------------------------------- | ----------------------- | ---------- | --------- | ---- | ------- | ---- | ------- | ------ | ----------- | ------- | ------- | ----- | ------- | ---------- | ------- | --- | --- | --- | - |
| Encuestadora                                                      | Fecha                   | M-Prospect | 16–21 Jun | 36,6 | 39,3    | 10,7 | c/ SDSM | 8,4    | 1,3         | 0,8     | —       | Otros | Ventaja | Abstención | c/ SDSM | 1,7 | 1,2 | 2,7 | — |
| NDI, TEAM, STARR                                                  | 12–21 Jun               | 32,6       | 38,2      | 11,1 | c/ SDSM | 8,8  | —       | —      | —           | c/ SDSM | —       | 9,3   | 5,6     | —          |         |     |     |     |   |
| Market Vision                                                     | 13–18 Jun               | 32,5       | 30,2      | 13,7 | 0,8     | 7,7  | 0,4     | 4,9    | 1,7         | 4,1     | 1,7     | 2,8   | 2,3     | —          |         |     |     |     |   |
| Kantar TNS Brima                                                  | 5–14 Jun                | 27,8       | 34,4      | 15,1 | 4,8     | 9,0  | 1,1     | 2,2    | —           | —       | 2,4     | 3,2   | 6,6     | —          |         |     |     |     |   |
| IPIS                                                              | 2–5 Jun                 | 40,3       | 36,4      | 10,8 | c/ SDSM | 7,7  | 1,7     | 2,4    | —           | c/ SDSM | —       | 0,7   | 3,9     | —          |         |     |     |     |   |
| STRATUM R&D                                                       | 1–7 Jun                 | 35,9       | 39,1      | 10,9 | c/ SDSM | 7,8  | 1,6     | 3,1    | —           | c/ SDSM | —       | 1,6   | 3,2     | —          |         |     |     |     |   |
| IFES                                                              | 30 May–4 Jun            | 32,1       | 40,1      | 11,8 | c/ SDSM | 12,4 | 0,6     | 1,2    | —           | —       | —       | —     | 8,0     | —          |         |     |     |     |   |
| 2020                                                              |                         |            |           |      |         |      |         |        |             |         |         |       |         |            |         |     |     |     |   |
| MCMS, Societas Civilis                                            | 15 Nov–1 Dic            | 20,4       | 22,1      | 6,6  | 1,5     | 2,6  | 0,9     | 1,7    | 0,8         | —       | —       | 2     | 1,7     | 41,4       |         |     |     |     |   |
| Market Vision Archivado el 6 de julio de 2020 en Wayback Machine. | 17–24 Sep               | 39,8       | 31,2      | 9,6  | 1,2     | 6,8  | 0,6     | 0,9    | —           | —       | —       | 9,9   | 8,6     | 22,5       |         |     |     |     |   |
| IPIS Archivado el 6 de julio de 2020 en Wayback Machine.          | 14–17 Sep               | 42,6       | 36,6      | 9,1  | 1,4     | 5,7  | —       | —      | 1,6         | —       | —       | 3,0   | 6,0     | —          |         |     |     |     |   |
| Tim Institut Archivado el 9 de agosto de 2020 en Wayback Machine. | 10–20 Jul               | 21,1       | 24,4      | 5,6  | 0,9     | 1,8  | 0,2     | 0,2    | 2           | —       | —       | 1,1   | 3,3     | 42,7       |         |     |     |     |   |
| 2019                                                              |                         |            |           |      |         |      |         |        |             |         |         |       |         |            |         |     |     |     |   |
| MCMS                                                              | 7–11 Dic                | 21,6       | 26,9      | 7,4  | 2,5     | 3,1  | —       | —      | —           | —       | —       | 2,8   | 5,3     | 35,7       |         |     |     |     |   |
| Telma, MCMS                                                       | 7–15 Nov                | 21,5       | 26,8      | 6,7  | 2,4     | 3    | 0,3     | —      | —           | —       | —       | 2,6   | 5,3     | 36,7       |         |     |     |     |   |
| Telma, MCMS                                                       | 15–23 May               | 20,6       | 25,5      | 7,4  | 2       | 2,9  | —       | 1,7    | —           | —       | —       | 1,9   | 4,9     | 38         |         |     |     |     |   |
| 2018                                                              |                         |            |           |      |         |      |         |        |             |         |         |       |         |            |         |     |     |     |   |
| Telma, MCMS                                                       | 4–11 Sep                | 20,9       | 24,3      | 8,9  | 3,1     | 2,7  | 0,6     | —      | —           | —       | —       | 1,6   | 3,4     | 37,9       |         |     |     |     |   |
| 2017                                                              |                         |            |           |      |         |      |         |        |             |         |         |       |         |            |         |     |     |     |   |
|                                                                   |                         |            |           |      |         |      |         |        |             |         |         |       |         |            |         |     |     |     |   |
| Elecciones de 2016                                                | 11 de diciembre de 2016 | 39,4       | 37,9      | 7,5  | 5,0     | 3,0  | 2,7     | 1,1    | —           | c/ SDSM | —       | 3,4   | 1,5     | (33,2)     |         |     |     |     |   |
|                                                                   |                         |            |           |      |         |      |         |        |             |         |         |       |         |            |         |     |     |     |   |

## Resultados
La elección resultó en un parlamento extremadamente dividido, con la coalición pro-UE liderada por el SDSM ganando una pluralidad de votos y escaños. La coalición conservadora nacionalista liderada por el VMRO-DPMNE quedó en segundo lugar, quedando rezagada con solo dos escaños y menos del 1.5% de los votos. El DUI y la coalición Alianza por los Albaneses–Alternativa, ambos representantes de la minoría étnica albanesa, vieron grandes ganancias. La Izquierda, un partido socialista, ingresó al parlamento por primera vez con dos escaños, y el Partido Democrático de los Albaneses perdió un escaño. La participación disminuyó aproximadamente 15 puntos porcentuales, principalmente debido a la pandemia de COVID-19.
| Partido                                                                                    | Partido                                    | Votos     | %     | Escaños | +/–   |
| ------------------------------------------------------------------------------------------ | ------------------------------------------ | --------- | ----- | ------- | ----- |
|                                                                                            | Podemos (SDSM y otros)                     | 327.408   | 35,89 | 46      | –8    |
|                                                                                            | Renovación (VMRO-DPMNE y otros)            | 315.344   | 34,57 | 44      | –7    |
|                                                                                            | Unión Democrática para la Integración      | 104.699   | 11,48 | 15      | +5    |
|                                                                                            | Alianza por los Albaneses–Alternativa      | 81.620    | 8,95  | 12      | +9    |
|                                                                                            | La Izquierda                               | 37.426    | 4,10  | 2       | +2    |
|                                                                                            | Partido Democrático de los Albaneses       | 13.930    | 1,53  | 1       | –1    |
|                                                                                            | Integra - Partido Conservador de Macedonia | 12.291    | 1,35  | 0       | Nuevo |
|                                                                                            | Unión Democrática Cívica                   | 3.555     | 0,39  | 0       | Nuevo |
|                                                                                            | MORO – Partido Obrero                      | 3.245     | 0,36  | 0       | 0     |
|                                                                                            | Voz para Macedonia                         | 2.802     | 0,31  | 0       | Nuevo |
|                                                                                            | Nunca norte, solo Macedonia                | 2.604     | 0,29  | 0       | 0     |
|                                                                                            | Unión Socialdemócrata Skopje               | 2.585     | 0,28  | 0       | 0     |
|                                                                                            | Tu Partido                                 | 1.894     | 0,21  | 0       | Nuevo |
|                                                                                            | Demócratas                                 | 1.558     | 0,17  | 0       | Nuevo |
|                                                                                            | Partido del Pueblo Gitano                  | 1.225     | 0,13  | 0       | Nuevo |
| Votos nulos/en blanco                                                                      | Votos nulos/en blanco                      | 31.564    | –     | –       | –     |
| Total                                                                                      | Total                                      | 943,750   | 100   | 120     | 0     |
| Votantes registrados/participación                                                         | Votantes registrados/participación         | 1.814.263 | 52,02 | –       | –     |
| Fuente: Comisión Electoral del Estado Archivado el 15 de julio de 2020 en Wayback Machine. |                                            |           |       |         |       |

## Formación de gobierno
El 18 de agosto de 2020, el SDSM y el DUI anunciaron que habían llegado a un acuerdo sobre un gobierno de coalición, así como a un compromiso sobre la cuestión de un primer ministro de etnia albanesa.  Según el acuerdo, el líder del SDSM, Zoran Zaev, será instalado como primer ministro y ocupará ese cargo hasta no más tarde de 100 días a partir de las elecciones parlamentarias (gobierno de rotación).  En ese momento, el DUI propondrá un candidato de etnia albanesa para primer ministro, y si ambos partidos están de acuerdo con el candidato, ese candidato cumplirá el período restante hasta las próximas elecciones. El 30 de agosto de 2020, la Asamblea aprobó un gobierno de coalición conformado por los partidos: SDSM, DUI y el Partido Democrático de los Albaneses, en votación de 62 votos a favor contra 51 votos en contra.